# Protestantyzm w Tuvalu
Protestantyzm w Tuvalu jest wyznawany przez ponad 90% społeczeństwa. Większość stanowią kongregacjonaliści, należący do Chrześcijańskiego Kościoła Tuvalu. Kościół Tuvalu należy do grona wyznań reformowanych zorganizowanych kongregacjonalnie. Odgrywa on dominującą rolę w większości spraw społeczno-kulturalnych i politycznych kraju. Posiada blisko 9 tysięcy wiernych, co stanowi ok. 90% społeczeństwa. Największą spośród innych denominacji protestanckich są Zbory Boże, które zrzeszają ok. 300 wiernych (3% społeczeństwa). Jest to drugie wyznanie pod względem liczby wiernych w skali kraju. Oprócz kalwinistów i zielonoświątkowców w Tuvalu żyje także około 300 protestantów innych wyznań (m.in. Kościół Adwentystów Dnia Siódmego – 107 wiernych).

## Historia
W 1861 r. diakon kongregacjonalnego Kościoła reformowanego w Manihiki, na Wyspach Cooka – Elekana – otrzymał pozwolenie na rozpoczęcie działań ewangelizacyjnych w Tuvalu. Przed przyjazdem do kraju ukończył on szkołę prowadzoną przez Londyńskie Towarzystwo Misyjne, po czym postanowił założyć Kościół w Tuvalu. W 1969 r. Kościół Tuvalu uniezależnił się od Londyńskiego Towarzystwa Misyjnego. Od tego czasu wysyła on swoich misjonarzy do Fidżi, Nowej Zelandii, na Hawaje, do Australii oraz na Wyspy Marshalla.

## Działalność
W życiu kraju Kościoły protestanckie, przede wszystkim zaś Kościół Tuvalu, odgrywają dominującą rolę. W sprawach społeczno-ekonomicznych działania Kościoła skupiają się m.in. na zapobieganiu globalnemu ociepleniu, promowaniu moralności, sprzeciwianiu się okrucieństwu, zapobieganiu rozprzestrzeniania się AIDS czy rozwiązywaniu problemów komunikacyjnych. Kościoły protestanckie dbają o oświatę: Kościół kongregacjonalny i Kościół Adwentystów Dnia Siódmego prowadzą w Tuvalu własne szkoły. Kościół narodowy skupia się również na kształtowaniu i promowaniu kultury kraju, w tym języka oraz tradycyjnej muzyki. Jakkolwiek Kościół opowiada się za równouprawnieniem płci, nie stosuje ordynacji kobiet na pastorów. W wydawanie literatury religijnej zaangażowane są niemal wszystkie społeczności protestanckie. Chrześcijański Kościół Tuvalu opublikował nowy śpiewnik kościelny oraz pierwszą w języku tuvalu specjalną edycję Biblii do studium. Najpopularniejszymi czasopismami religijnymi są miesięcznik Lama, będący oficjalnym organem Kościoła Tuvalu oraz Lekcje Szkoły Sobotniej wydawane przez Kościół Adwentystów Dnia Siódmego.